# Len trwały
Len trwały (Linum perenne L.) – gatunek byliny należący do rodziny lnowatych. Występuje głównie w południowo-wschodniej i środkowej Europie, na zachodzie od Wysp Brytyjskich. W Polsce zdziczały, miejscami zadomowiony. Występuje głównie na niżu. Status gatunku w polskiej florze: kenofit, efemerofit.

## Morfologia
PokrójTworzy gęste kępy 60–100 cm wysokości. Cała roślina naga.
ŁodygaWzniesiona, cienka, górą rozgałęziająca się, naga.
LiścieLancetowate, zaostrzone, na brzegu szorstkie, z 1–3 nerwami, dość często niesymetryczne. Ulistnienie skrętoległe.
KwiatyBłękitne, w luźnych, rozpierzchłych (zwykle w różne strony) kwiatostanach, posiadające pięć delikatnych płatków, opadających szybko po przekwitnięciu. Wewnętrzne działki tępe. Płatki o długości 15–20 mm. Szypułki kwiatowe wzniesione, dłuższe od działek. Znamię słupka główkowate. Kwitnie od czerwca do lipca.
OwocTorebka o długości 6–7 mm na prosto wzniesionej lub słabo odgiętej szypułce. Brunatnego koloru i wąsko obłonione nasiona o długości ok. 4,5 mm.
Gatunek podobnyLen austriacki L. austriacum ma kwiatostan zwykle jednostronny, szypułki z owocami odgięte w dół, torebki mniejsze (do 5 mm długości), płatki korony mniejsze (10–15 mm długości), wszystkie działki podobne do siebie.

## Biologia i ekologia
Hemikryptofit. Rośnie na suchych zboczach, w murawach ciepłolubnych, widnych borach sosnowych, na glebach kamienistych. 

## Zmienność
Wyróżnia się następujące podgatunki:
- Linum perenne subsp. perenne – podgatunek nominatywny
- Linum perenne subsp. alpinum
- Linum perenne subsp. anglicum
- Linum perenne subsp. extraaxillare (syn. Linum extraaxillare Kit.) – len karpacki

## Zastosowanie
- Roślina ozdobna. Czasem uprawiany w ogródkach ze względu na swoje ładne kwiaty.